# قانون اساسی قبرس
قانون اساسی قبرس (انگلیسی: Constitution of Cyprus) عالی‌ترین قانون کشور قبرس است که چارچوب کلی حکومت را تعیین می‌کند و در ۱۶ اوت ۱۹۶۰ به تصویب رسید. این سند که تنها قانون اساسی تاریخ قبرس می‌باشد، پس از استقلال این کشور در سال ۱۹۵۹ طرح شد.